# Christian Caroc
Christian Alexander Caroc (født 23. november 1823 i København, død 9. juni 1910 smst) var en dansk departementschef, bror til Carl Caroc.
Han blev 1841 student fra Borgerdydskolen på Christianshavn, 1850 juridisk kandidat, var fra juni samme år til april 1851 konstitueret som regnskabsfører i Hæren, blev derefter i 1851 assistent under bestyrelsen for de militære underklassers pensionering og invalideforsørgelsen, beskikkedes 1855 til kancellist i Pensionskontoret, 1857 til fuldmægtig i Finansministeriets sekretariat, 1858 til chef for Pensionskontoret, 1873 til chef for Finansministeriets 1. departement, 1876 tillige til chef for Koloniernes Centralbestyrelse, blev konferensråd 1898, Ridder af Dannebrog 1862, Dannebrogsmand 1875, 1877 Kommandør af Dannebrogs 2. og 1880 af dens 1. grad.
Som departementschef under J.B.S. Estrups regering var han en betydelig arbejdskraft i administrationen, men hans stærkt bureaukratiske holdning skabte vanskeligheder efter Hugo Egmont Hørrings overtagelse af regeringen 1894, og Caroc afgik derfor 1898.